# 費爾哈特·阿勒詹
費爾哈特·阿勒詹（土耳其語：Ferhat Arıcan，1993年7月28日—），土耳其體操運動員，他代表土耳其隊參加了日本舉行的2020年夏季奧林匹克運動會，並且在男子雙槓比賽上獲得銅牌。